# Paróquia de Santo Varão
A paróquia de Santo Varão (freguesia do Município de Montemor-o-Velho) tem como pároco o Pe.Manuel Ferrão, com a colaboração do Pe Geraldo Mário e do Cónego Aurélio de Campos
As celebrações litúrgicas ocorrem às 09 horas e 30 minutos em cada Domingo ou nos dias Santos feriados nacionais.
A paróquia de Santo Varão faculta ainda aulas de catequese católica a crianças e adolescentes (1º - 10º anos)